# Школа № 3 (Таганрог)
Школа № 3 им. Ю. А. Гагарина — средняя общеобразовательная школа в Таганроге.

## История школы
В начале XX века на Рыбной площади Таганрога были построены два одноэтажных кирпичных здания одинаковой архитектуры, в которых расположились Елизаветинское 1-е приходское женское училище и Александровское 1-е приходское мужское училище. Своими торцевыми стенами оба здания выходили на Дворцовый переулок. После установления в Таганроге советской власти оба училища были реорганизованы в начальную Единую трудовую школу № 3. В 1930-е годы она была преобразована в семилетнюю Неполно-среднюю школу № 3. Обучалось в ней до 600 учащихся. Шефствовал над школой Таганрогский морской порт.
Во время оккупации Таганрога (1941-1943) школа работала в помещении Клуба Таганрогского рыбоперерабатывающего завода. Клуб располагался в Добролюбовском переулке. 
В своём сегодняшнем виде, в трёхэтажном здании ул. Калинина, 109, школа № 3 была открыта 31 августа 1966 года. Учредителем школы является муниципальное образование «Город Таганрог». В 1992 году школе присвоено имя первого космонавта России Ю. А. Гагарина за работу школьного музея космонавтики, экспонаты которого неоднократно выставлялись на российских и международных выставках и были удостоены различных призов и наград.

## Музей космонавтики
Музей космонавтики был создан учителем труда и руководителем кружка юных техников Григорием Бардашёвым, почётным гражданином Таганрога. Экспонаты музея посетили 13 стран мира (от Германии и Италии до Японии и США), награждены 85 медалями ВДНХ, медалью Циолковского от Звёздного городка, призами Гагарина и Королева. Размещён музей на втором этаже школы, вначале в одном из кабинетов, а после, по мере поступления новых экспонатов, занял половину второго этажа.
В 2016 году стало известно о намерении управления образования Таганрога перенести музей в неприспособленное для этих целей полузаброшенное помещение школьного тира, поскольку помещения музея оказались необходимы для организации обучения школьников в одну смену.

## Директора школы
- с 2013 по наст. время — Е. Н. Цветкова
- с 1993 по 2013 — В. И. Коренякин

…
- с 1945 по 19?? — И. Я. Брейгина[4]
- с 192? по 1941 — Т. Г. Лагутенко

## Известные сотрудники и ученики школы
- Киричек, Маргарита Сергеевна (1930) — ученица школы, российский историк-краевед, лауреат премии им. И. Д. Василенко[5][4].
- Климов, Марк Митрофанович (1931—1975) — ученик школы, российский актёр, Заслуженный артист РСФСР[4][6].
- Ломакин, Анатолий Георгиевич (1921—1944) — ученик школы, советский лётчик, Герой Советского Союза, заместитель командира эскадрильи 21-го истребительного авиационного полка ВВС Краснознамённого Балтийского флота.
- Слепченко, Василий Рудольфович (1962—1991) — российский художник, участник товарищества «Искусство или смерть».
- Швец, Надежда Фёдоровна (1959) — ученица школы, украинский художник, режиссёр. Главный художник Харьковского национального академического театра оперы и балета им. Н. Лысенко. Заслуженный художник Украины[7].